# Bąków (Grodków)

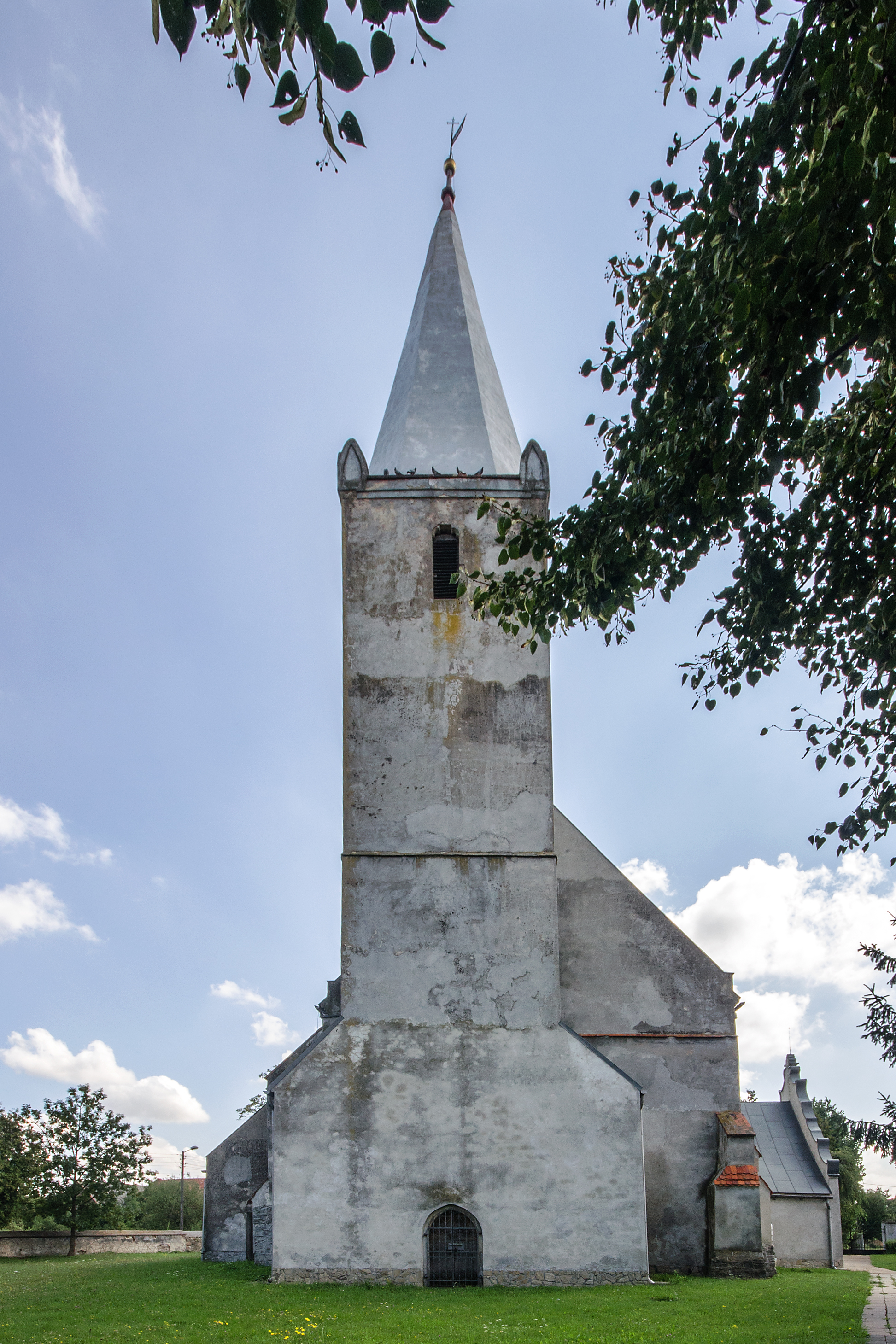
Filialkirche der hl. Katharina

Bąków (deutsch Bankau) ist ein Ort in der Stadt- und Landgemeinde Grodków (Grottkau) im Powiat Brzeski der Woiwodschaft Opole in Polen. Durch den Ort fließt die Gnojna, ein rechter Zufluss der Oława (Ohlau). Nordöstlich von Bąków verläuft die Autobahn 4.

## Geographie
Das Angerdorf Bąków liegt etwa zehn Kilometer nordwestlich von Grodków und 45 Kilometer westlich von Opole (Oppeln) in der Schlesischen Tiefebene. Im Westen grenzt Bąków an die Woiwodschaft Niederschlesien.
Nachbarorte von Bąków sind im Norden Jaworów (Jauer), im Osten Młodoszowice (Zindel), im Süden Jutrzyna (Marienau) und im Westen Kucharzowice (Köchendorf).

## Geschichte
„Banchow“ wurde erstmals 1208 urkundlich erwähnt, 1317 ist die Schreibweise „Banckow“ belegt. Es gehörte zum Herzogtum Breslau und gelangte nach dessen Teilung 1311 an das Herzogtum Brieg. Es war Stammsitz des späteren Breslauer Patriziergeschlechts Bank. Urkundlich belegt sind für 1363/64 die Brüder Hanko († 1376), Heinz/Heinrich († 1372) und Kunz Bancke, die damals einen Besitzstreit vor dem Schiedsgericht führten. Sie waren in Bankau vermutlich Freigutbesitzer. Kunz/Kunze Banke ist noch für das Jahr 1364 in Bankau belegt. Während der Reformation wurde 1534 der erste evangelische Pfarrer in Bankau angestellt.
Nach dem Ersten Schlesischen Krieg 1742 fiel Bankau mit dem größten Teil Schlesiens an Preußen. Nach der Neugliederung der Provinz Schlesien gehörte die Landgemeinde Bankau ab 1816 zum Landkreis Brieg, mit dem es bis 1945 verbunden blieb. 1845 bestanden im Dorf eine evangelische Pfarrkirche, eine evangelische Schule und 77 weitere Häuser. Die Anzahl der Einwohner lag bei 449, davon 27 katholisch. 1874 wurde der Amtsbezirk Zindel gebildet, dem die Landgemeinden Bankau und Zindel sowie der Gutsbezirk Hochwald eingegliedert wurden. 1885 zählte Bankau 500 Einwohner. 1933 waren es 472 und 1939 512 Einwohner. 
Als Folge des Zweiten Weltkriegs fiel Bankau 1945 mit dem größten Teil Schlesiens an Polen und wurde in Bąków umbenannt. Die einheimische deutsche Bevölkerung wurde weitgehend vertrieben. Von 1945 bis 1950 gehörte Bąków zur Woiwodschaft Schlesien. Anschließend wurde es der Woiwodschaft Opole eingegliedert. Seit 1999 gehört es zum Powiat Brzeski.

## Sehenswürdigkeiten
- Die römisch-katholische, 1335 erstmals erwähnte Kirche St. Katharina (polnisch Kościół św. Katarzyny) ist eine Filialkirche der Pfarrei St. Andreas (Kościół św. Andrzeja Apostoła) in Kucharzowice. Sie stand unter dem Patronat der Johanniter aus Klein Öls. Von 1534 bis 1945 diente sie als evangelisches Gotteshaus. Sie ist von einer Steinmauer aus der zweiten Hälfte des 16. Jahrhunderts umgeben. Seit 1964 steht sie unter Denkmalschutz.[5]
- Richtertisch mit Gestühl und einem Pranger aus Granit.
- Denkmal für die Gefallenen des Ersten Weltkriegs

## Vereine
- Fußballverein LZS Bąków